# Persone di nome Sylvain
| Questa pagina contiene informazioni ricavate automaticamente dalle voci biografiche con l'ausilio del template Bio e di un bot. L'aggiornamento è periodico e automatico e ricostruisce completamente la pagina. Se manca una persona in questa lista, sei pregato di non aggiungerla, ma accertati piuttosto che la sua voce biografica contenga il template Bio e che i dati anagrafici siano correttamente compilati. Se il template Bio manca, inseriscilo tu stesso o, in alternativa, metti l'avviso {{tmp\|Bio}} che ne segnala la mancanza. Se i dati riportati sono sbagliati, correggi direttamente la voce biografica; le modifiche saranno visibili in questa lista entro pochi giorni. Per chiarimenti vedi il progetto antroponimi. La lista contiene solo le 51 persone che sono citate nell'enciclopedia e per le quali è stato implementato correttamente il template Bio. Pagina aggiornata al 16 ott 2024. |

Questa è una lista di persone presenti nell'enciclopedia che hanno il prenome Sylvain, suddivise per attività principale.

## Allenatori di calcio(3)
- Sylvain Monsoreau, allenatore di calcio e ex calciatore francese (Saint-Cyr-l'École, n. 1981)
- Sylvain Ripoll, allenatore di calcio e ex calciatore francese (Rennes, n. 1971)
- Sylvain Wiltord, allenatore di calcio e ex calciatore francese (Neuilly-sur-Marne, n. 1974)

## Allenatori di pallacanestro(1)
- Sylvain Lautié, allenatore di pallacanestro e dirigente sportivo francese (Saint-Cloud, n. 1968)

## Astronomi(1)
- Sylvain Julien Victor Arend, astronomo belga (Robelmont, n. 1902 - † 1992)

## Calciatori(13)
- Sylvain Armand, ex calciatore francese (Saint-Étienne, n. 1980)
- Sylvain Booene, ex calciatore francese (n. 1968)
- Sylvain Deplace, ex calciatore francese (Lione, n. 1972)
- Sylvain Deslandes, calciatore camerunese (Kouoptamo, n. 1997)
- Sylvain Distin, ex calciatore francese (Bagnolet, n. 1977)
- Sylvain Gbohouo, calciatore ivoriano (Bonoua, n. 1988)
- Sylvain Graglia, calciatore francese (n. 1989)
- Sylvain Idangar, ex calciatore francese (Parigi, n. 1984)
- Sylvain Kastendeuch, ex calciatore francese (Hayange, n. 1963)
- Sylvain Legwinski, ex calciatore e allenatore di calcio francese (Clermont-Ferrand, n. 1973)
- Sylvain Marchal, ex calciatore francese (Langres, n. 1980)
- Sylvain Marveaux, calciatore francese (Vannes, n. 1986)
- Sylvain N'Diaye, ex calciatore senegalese (Parigi, n. 1976)

## Canoisti(1)
- Sylvain Curinier, ex canoista francese (Lons-le-Saunier, n. 1969)

## Cestisti(2)
- Sylvain Francisco, cestista francese (Créteil, n. 1997)
- Sylvain Mainier, ex cestista francese (Poitiers, n. 1977)

## Chitarristi(1)
- Sylvain Sylvain, chitarrista statunitense (Il Cairo, n. 1951 - Nashville, † 2021)

## Ciclisti su strada(4)
- Sylvain Calzati, ex ciclista su strada francese (Lione, n. 1979)
- Sylvain Chavanel, ex ciclista su strada francese (Châtellerault, n. 1979)
- Sylvain Grysolle, ciclista su strada belga (Wichelen, n. 1915 - Aalst, † 1985)
- Sylvain Moniquet, ciclista su strada belga (Namur, n. 1998)

## Combinatisti nordici(1)
- Sylvain Guillaume, ex combinatista nordico francese (Champagnole, n. 1968)

## Compositori(1)
- Sylvain Dupuis, compositore, direttore d'orchestra e oboista belga (Liegi, n. 1856 - Bruges, † 1931)

## Direttori d'orchestra(1)
- Sylvain Cambreling, direttore d'orchestra francese (Amiens, n. 1948)

## Fumettisti(1)
- Sylvain Chomet, fumettista, animatore e regista francese (Maisons-Laffitte, n. 1963)

## Generali(1)
- Sylvain Charles Valée, generale francese (Brienne-le-Château, n. 1773 - Parigi, † 1846)

## Giornalisti(1)
- Sylvain Estibal, giornalista, scrittore e regista uruguaiano (Montevideo, n. 1967)

## Hockeisti su ghiaccio(1)
- Sylvain Turgeon, ex hockeista su ghiaccio canadese (Rouyn-Noranda, n. 1965)

## Pattinatori di short track(1)
- Sylvain Gagnon, ex pattinatore di short track canadese (n. 1970)

## Piloti motociclistici(3)
- Sylvain Barrier, pilota motociclistico francese (Oyonnax, n. 1988)
- Sylvain Bidart, pilota motociclistico francese (Pau, n. 1985)
- Sylvain Guintoli, pilota motociclistico francese (Montélimar, n. 1982)

## Registi(1)
- Sylvain White, regista francese (Parigi, n. 1971)

## Rugbisti a 15(1)
- Sylvain Marconnet, ex rugbista a 15 francese (Givors, n. 1976)

## Saltatori con gli sci(1)
- Sylvain Freiholz, ex saltatore con gli sci svizzero (Le Chenit, n. 1974)

## Scialpinisti(1)
- Sylvain Saudan, scialpinista e alpinista svizzero (Losanna, n. 1936 - Les Houches, † 2024)

## Sciatori freestyle(1)
- Sylvain Miaillier, sciatore freestyle francese (Saint-Martin-d'Hères, n. 1986)

## Scrittori(1)
- Sylvain Tesson, scrittore e viaggiatore francese (Parigi, n. 1972)

## Snowboarder(1)
- Sylvain Dufour, snowboarder francese (Saint-Dié-des-Vosges, n. 1982)

## Storici(1)
- Sylvain Gouguenheim, storico, scrittore e docente francese (n. 1960)

## Storici dell'arte(1)
- Sylvain Bellenger, storico dell'arte e funzionario francese (Valognes, n. 1955)

## Storici delle religioni(1)
- Sylvain Lévi, storico delle religioni, orientalista e filologo francese (Parigi, n. 1863 - Parigi, † 1935)

## Triatleti(1)
- Sylvain Sudrie, triatleta francese (Talence, n. 1982)

## Wrestler(1)
- Sylvain Grenier, ex wrestler canadese (Varennes, n. 1977)

## Senza attività specificata(2)
- Sylvain André, ciclista di BMX francese (Cavaillon, n. 1992)
- Sylvain Bellemare, fonico canadese (Montréal, n. 1968)